# Langona pecten
Langona pecten là một loài nhện trong họ Salticidae.
Loài này thuộc chi Langona. Langona pecten được Maciej Próchniewicz & Heciak miêu tả năm 1994.